# ジェーン・リンチ
ジェーン・リンチ（Jane Lynch, 1960年7月14日 - ）はアメリカ合衆国のコメディアン、女優、歌手である。
FOXのテレビドラマ『glee/グリー』でスー・シルベスターを演じたことで知られる。

## 来歴・人物
イリノイ州ドルトンにて生まれ、父は銀行員、母は主婦だった。ジェーンの家族はアイルランド系 カトリック教徒で、高校はソーンリッジ高校に通った。イリノイ州立大学で演劇の学士になった後、コーネル大学で美術の修士になった。
シカゴのステッペンウルフ・シアター・カンパニーやセカンド・シティなど、舞台で活躍。1988年からは映画にも出演するようになる。
俳優としてブレイクしたきっかけは、クリストファー・ゲストのモキュメンタリー『ドッグ・ショウ!』（2000年）で、妻（ジェニファー・クーリッジ）のためにトロフィーを授かろうと奮闘する男性的なレズビアンのドッグ・トレーナーを演じたことだった。
2003年、同じくクリストファー・ゲストのモキュメンタリーである『みんなのうた』で、フェニックス映画批評家協会賞アンサンブル演技賞にノミネートされ、フロリダ映画批評家協会キャスト賞（アンサンブル演技賞）を受賞した。
2011年にはプライムタイム・エミー賞の司会も務めた。また同年、自叙伝『Happy Accidents』を出版している。
2013年、『アニー』のミス・ハニガン役でブロードウェイ・デビューを果たした。
2021年10月、ブロードウェイ・ミュージカル『ファニー・ガール』のロジー・ブライス役に配役された。2022年4月24日の開幕から8月14日まで出演予定となった。
2024年、『glee/グリー』でも共演したオリビア・ニュートン＝ジョンのクリスマス・アルバムにゲスト・ヴォーカルとして参加。

## 私生活

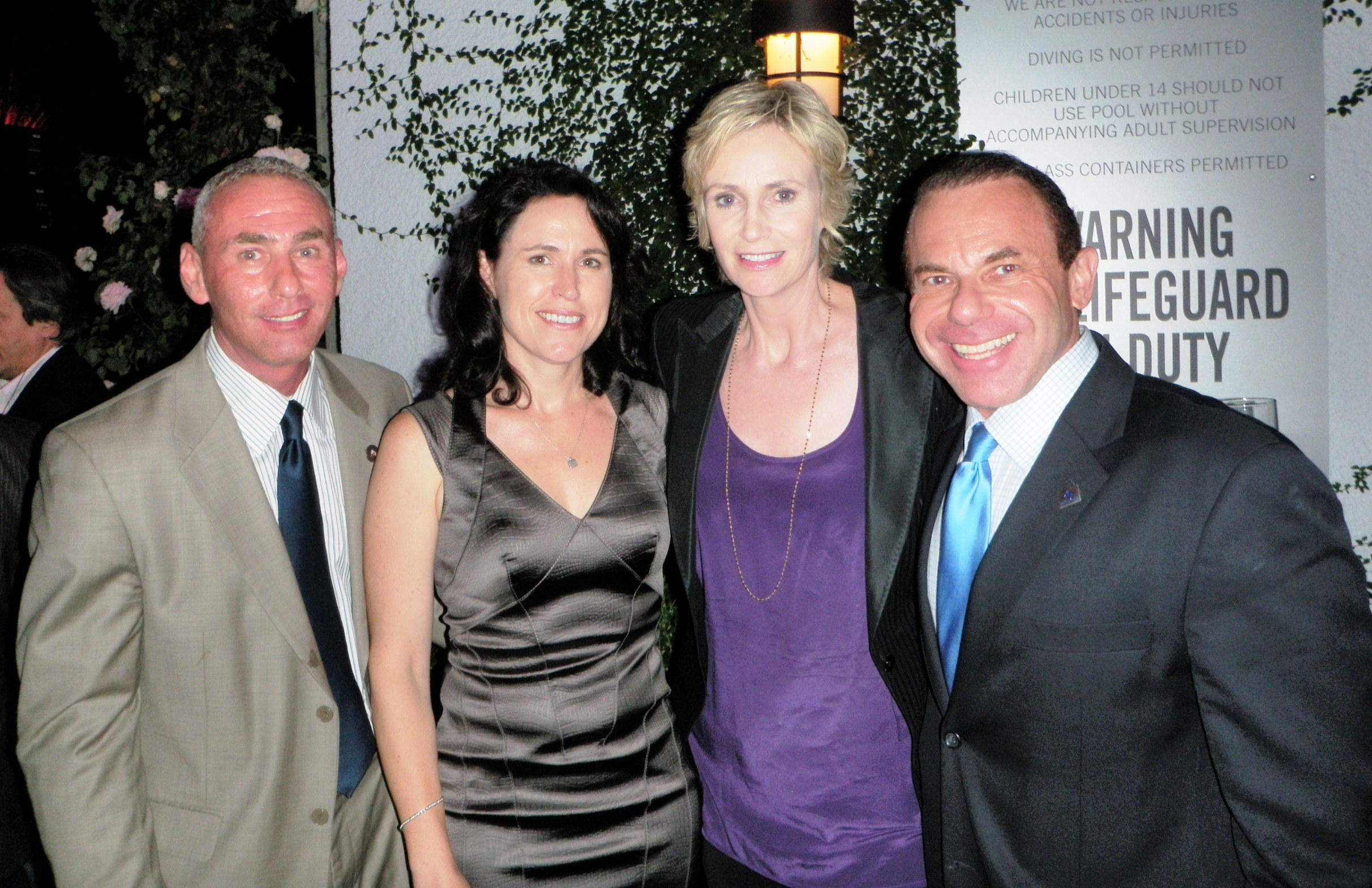
ララ・エンブリー博士（左から2番目）、ジェーン・リンチ（左から3番目）

レズビアンであることを公表しており、犯罪心理学者のララ・エンブリー博士と2010年5月31日にマサチューセッツ州サザーランドで結婚式を挙げたが、2013年に離婚することを発表した。なお、エンブリーは、前の恋人と、2人の子供の親権をめぐって裁判で争ったことでも知られている。

## 主な出演作品

### 映画
| 公開年 | 邦題 原題                                                                  | 役名                           | 備考       |
| ------ | -------------------------------------------------------------------------- | ------------------------------ | ---------- |
| 1988   | バイス・バーサ/ボクとパパの大逆転 Vice Versa                               | リンドストーム                 |            |
| 1992   | ストレート・トーク/こちらハートのラジオ局 Straight Talk                    | グラディス                     |            |
| 1993   | 逃亡者 The Fugitive                                                        | キャシー・ワーランド           |            |
| 1993   | 危険な微笑/氷の情事がこわれるとき? Fatal Instinct                          | リポーター                     |            |
| 2000   | 2999年異性への旅 What Planet Are You From?                                 | ドレーン                       |            |
| 2000   | ドッグ・ショウ! Best in Show                                               | クリスティ                     |            |
| 2001   | コラテラル・ダメージ Collateral Damage                                     | ルッソ                         |            |
| 2002   | テレビ創成期/ネットワークの挑戦 The Big Time                               | ラッシュ                       | テレビ映画 |
| 2003   | みんなのうた A Mighty Wind                                                 | ローリー                       |            |
| 2004   | スリープオーバー Sleepover                                                 | ギャビー                       |            |
| 2005   | 40歳の童貞男 The 40-Year-Old Virgin                                        | ポーラ                         |            |
| 2005   | ソング・フォー・カリフォルニア The Californians                            | シビル・プラット               | テレビ映画 |
| 2006   | タラデガ・ナイト オーバルの狼 Talladega Nights: The Ballad of Ricky Bobby  | ルーシー・ボビー               |            |
| 2007   | ウォーク・ハード ロックへの階段 Walk Hard: The Dewey Cox Story             | ゲイル（テレビリポーター）     |            |
| 2007   | アルビン/歌うシマリス3兄弟 Alvin and the Chipmunks                         | ゲイル                         | 声の出演   |
| 2008   | エア☆ドラム! 世界イチせつないロックンローラー Adventures of Power          | ジョニ                         |            |
| 2008   | トゥルー・ラブ? Tru Loved                                                  | ミス・メイプル                 |            |
| 2008   | ROCKER 40歳のロック☆デビュー The Rocker                                    | リサ                           |            |
| 2008   | ぼくたちの奉仕活動 Role Models                                             | スウィーニー                   |            |
| 2008   | シンデレラ・ストーリー2:ドリームダンサー Another Cinderella Story          | ドミニク                       | テレビ映画 |
| 2009   | スプリング・ブレイクダウン Spring Breakdown                                | ケイ・ビー・ハートマン         |            |
| 2009   | ジュリー&ジュリア Julie & Julia                                            | ドロシー                       |            |
| 2009   | 恋する履歴書 Post Grad                                                     | カーメラ・マルビー             |            |
| 2011   | 宇宙人ポール Paul                                                          | パット・スティーヴンス         |            |
| 2012   | 新・三バカ大将 ザ・ムービー The Three Stooges                              | 院長                           |            |
| 2012   | シュガー・ラッシュ Wreck-It Ralph                                          | タモラ・ジーン・カルホーン軍曹 | 声の出演   |
| 2013   | ファミリー・アゲイン/離婚でハッピー!?なボクの家族 A.C.O.D                  | ドクター・ジュディス           |            |
| 2013   | スペースガーディアン Escape from Planet Earth                              | イオ                           | 声の出演   |
| 2013   | 午後3時の女たち Afternoon Delight                                          | 心理療法セラピスト・レノア     |            |
| 2018   | シュガー・ラッシュ: オンライン Ralph Breaks the Internet: Wreck-It Ralph 2 | タモラ・ジーン・カルホーン軍曹 | 声の出演   |
| 2019   | アグリードール UglyDolls                                                   | スキャナー                     | 声の出演   |

### テレビシリーズ
| 放映年     | 邦題 原題                                                | 役名                            | 備考                                                             |
| ---------- | -------------------------------------------------------- | ------------------------------- | ---------------------------------------------------------------- |
| 1996       | そりゃないぜ!? フレイジャー Frasier                      | シンシア                        | エピソードA Lilith Thanksgiving                                  |
| 1999       | ふたりは最高! ダーマ&グレッグ Dharma & Greg              | シェリル                        | エピソードPlay Lady Play                                         |
| 2000       | 犯罪捜査官ネイビーファイル JAG                           | サンディの友人                  | エピソードThe Witches of Gulfport                                |
| 2000       | ギルモア・ガールズ Gilmore Girls                         | 看護師                          | エピソードForgiveness and Stuff                                  |
| 2000-2001  | ザ・ホワイトハウス The West Wing                         | リポーター                      | 2エピソード                                                      |
| 2001       | ドーソンズ・クリーク Dawson's Creek                      | ウィッター夫人                  | エピソードThe Te of Pacey                                        |
| 2001       | ボストン・パブリック Boston Public                       | ジェーン・モレル                | エピソードChapter Twenty-Four                                    |
| 2001       | X-ファイル The X-Files                                   | Anne T. Lokensgard              | エピソードLord of the Flies                                      |
| 2002       | フェリシティの青春 Felicity                              | カーンズ教授                    | 2エピソード                                                      |
| 2003       | デッド・ゾーン The Dead Zone                             | フロ・マクマーティ              | エピソードThe Storm                                              |
| 2004       | NYPDブルー NYPD Blue                                     | スザンナ・ハウ                  | エピソードYou Da Bomb                                            |
| 2004       | 名探偵モンク Monk                                        | ジュリー・ウォーターフォールド  | エピソードMr. Monk Gets Married                                  |
| 2004       | ラスベガス Las Vegas                                     | ヘレン                          | エピソードYou Can't Take It with You                             |
| 2004       | ブル～ス一家は大暴走! Arrested Development               | シンディ                        | 2エピソード                                                      |
| 2004       | フレンズ Friends                                         | エレン                          | エピソードThe One Where Estelle Dies                             |
| 2004       | ヴェロニカ・マーズ Veronica Mars                         | ドナルドソン夫人                | エピソードReturn of the Kane                                     |
| 2004-2011  | チャーリー・シーンのハーパー★ボーイズ Two and a Half Men | リンダ・フリーマン              | 13エピソード                                                     |
| 2005       | CSI:科学捜査班 CSI: Crime Scene Investigation            | 森林警備隊員                    | エピソードUnbearable                                             |
| 2005       | Weeds ママの秘密 Weeds                                   | キャンディマン                  | エピソードFashion of the Christ                                  |
| 2005-2009  | Lの世界 The L Word                                       | ジョイス                        | 15エピソード                                                     |
| 2006       | デスパレートな妻たち Desperate Housewives                | マキシーン・ベネット            | エピソードSilly People                                           |
| 2006       | Lovespring International                                 | ヴィクトリア                    | 13エピソード                                                     |
| 2006-2008  | ボストン・リーガル Boston Legal                          | ジョアンナ・モンロー            | 4エピソード                                                      |
| 2006-2008  | クリミナル・マインド FBI行動分析課 Criminal Minds        | ダイアナ・リード                | 5エピソード                                                      |
| 2008       | マイネーム・イズ・アール My Name Is Earl                 | シシー                          | エピソードI Won't Die with a Little Help from My Friends: Part 1 |
| 2008       | サイク/名探偵はサイキック? Psych                         | バーバラ・ダンラップ            | エピソードThere Might Be Blood                                   |
| 2008       | Easy to Assemble                                         | Manager Swenka / Manager Gjorna | 15エピソード                                                     |
| 2009-2010  | Party Down                                               | コンスタンス・カーメル          | 9エピソード                                                      |
| 2009-2015  | glee/グリー Glee                                         | スー・シルベスター              | レギュラーで96エピソード                                         |
| 2010       | iCarly                                                   | パム・パケット                  | エピソードiSam's Mom                                             |
| 2017- 2023 | マーベラス・ミセス・メイゼル The Marvelous Mrs. Maisel   | ソフィ・レノン                  | ゲスト プライムタイム・エミー賞ゲスト女優賞コメディ部門受賞      |
| 2020       | スペース・フォース Space Force                           |                                 | リカーリング                                                     |

### テレビアニメ
- ファミリー・ガイ Family Guy (2001-2002)
- スパイダーマン 新アニメシリーズ Spider-Man: The New Animated Series (2003)
- アメリカン・ダッド American Dad! (2007)
- おたすけマニー Handy Manny (2007-)
- スペクタキュラー・スパイダーマン The Spectacular Spider-Man Animated Series (2009)
- フィニアスとファーブ Phineas and Ferb (2010)

### その他テレビ番組
- ウィーケスト・リンク Weakest Link（2020-、リブート版）